# Luis Cicuéndez Muñoz
Luis Cicuéndez Muñoz (La Villa de Don Fadrique, Toledo, 1898 – San Martín de Valdeiglesias, Madrid, 193?) fou el primer alcalde espanyol del Partit Comunista d'Espanya.
Va ser nomenat alcalde de la seva localitat després de la segona volta de les eleccions municipals de 1931. Va ocupar l'alcaldia entre abril i setembre de 1931 i fou destituït pel nou governador civil de Toledo, Fernández Valderrama, acusat de fer propaganda extremista al municipi. Quan es produïren els fets de La Villa de Don Fadrique del 8 de juliol de 1932 hagué de fugir per no ser-ne acusat d'instigador. Aleshores marxà a Moscou, on passà per l'Escola Leninista de Moscou.
A les eleccions generals espanyoles de 1933 i 1936 fou candidat del PCE (el 1936 integrat en la candidatura del Front Popular) per la província de Toledo, però no fou escollit.
Va morir al capdavant dels voluntaris de La Villa de Don Fadrique al sector de San Martín de Valdeiglesias (Madrid).